# Vale-transporte
No Brasil, o vale-transporte se constitui em benefício que o empregador antecipará ao trabalhador para utilização efetiva em despesas de deslocamento da residência para o trabalho e vice-versa.
Entende-se como deslocamento a soma dos segmentos componentes da viagem do beneficiário, por um ou mais meios de transporte, entre sua residência e o local de trabalho.

## Critérios
Não existe determinação legal de distância mínima para que seja obrigatório o fornecimento do vale-transporte, então, o empregado utilizando-se de transporte coletivo, por mínima que seja a distância, o empregador será obrigado a fornecê-los.
O vale-transporte é utilizável em todas as formas de transporte coletivo público urbano ou, ainda, intermunicipal e interestadual com características semelhantes ao urbano, operado diretamente pelo poder público ou mediante delegação, em linhas regulares e com tarifas fixadas pela autoridade competente.
Excluem-se das formas de transporte mencionadas os serviços seletivos e os especiais, bem como os veículos de transporte individual, como táxi e carros de aplicativos como Uber e afins.
Para os brasileiros, este benefício foi incorporado aos encargos contratuais na década de 1980, sendo criado pelo então Ministro dos Transportes Affonso Camargo Neto.

## Beneficiários
São beneficiários do Vale-Transporte os trabalhadores em geral e os servidores públicos federais, tais como:
- os empregados definidos pela CLT;
- os empregados domésticos;
- os trabalhadores de empresas de trabalho temporário;
- os empregados a domicílio, para os deslocamentos indispensáveis à prestação do trabalho, percepção de salários e os necessários ao desenvolvimento das relações com o empregador;
- os empregados do subempreiteiro, em relação a este e ao empreiteiro principal, conforme determina o artigo 455 da CLT;
- os atletas profissionais;
- os servidores da União, do Distrito Federal, dos territórios e suas autarquias, qualquer que seja o regime jurídico, a forma de remuneração e da prestação de serviços.

### Servidores públicos estaduais e municipais
Pela leitura da lei e da regulamentação, conclui-se que os servidores públicos estaduais e municipais não têm o direito ao benefício do vale-transporte, salvo se a respectiva Constituição, lei ou norma estadual ou dispositivo municipal assim o conceder.

### Caso de desobrigação do empregador
O empregador que proporcionar, por meios próprios ou contratados, em veículos adequados ao transporte coletivo, o deslocamento, residência-trabalho e vice-versa, de seus trabalhadores, está desobrigado do vale-transporte.

### Complementação
O empregador que fornece ao beneficiário transporte próprio ou fretado que não cubra integralmente todo o trajeto deverá fornecer vale-transporte para os segmentos da viagem que não foram abrangidos pelo transporte fornecido.
O trabalhador que tenha transporte próprio para o deslocamento casa/empresa e vice versa não recebera vale transporte se o custo com o trajeto for menor que o desconto de 6% , exemplo:
- Salário = R$ 880,00
- Vale transporte = 6% = R$ 52,80
- Transporte próprio  casa/empresa empresa/casa= 1,89  dia x 20dias= 37,80

### Vedação
O empregador está proibido de substituir o vale-transporte por antecipação em dinheiro ou qualquer outra forma de pagamento, exceto, se houver falta ou insuficiência de estoque de vale-transporte (dos fornecedores), necessário ao atendimento da demanda e ao funcionamento do sistema, o beneficiário será ressarcido pelo empregador, na folha de pagamento imediata, da parcela correspondente, quando tiver efetuado, por conta própria, a despesa para seu deslocamento.

### Falta grave
O beneficiário que se utilizar de declaração falsa ou usar indevidamente o vale-transporte estará sujeito a demissão por justa causa, uma vez que constitui falta grave.

## Custeio
O vale-transporte será custeado:
- pelo beneficiário, na parcela equivalente a, no máximo, 6% (seis por cento) de seu salário básico ou vencimento, excluídos quaisquer adicionais ou vantagens;
- pelo empregador, no que exceder à parcela referida no item anterior.

A concessão do vale-transporte autoriza o empregador a descontar, mensalmente, do beneficiário que exercer o respectivo direito, o valor da parcela equivalente a 6% (seis por cento) do seu salário básico ou vencimento.

### Proporcionalidade de desconto
O valor da parcela a ser suportada pelo beneficiário será descontada proporcionalmente à quantidade de vale-transporte concedida para o período a que se refere o salário ou vencimento e por ocasião de seu pagamento, salvo estipulação em contrário, em Convenção ou Acordo Coletivo de Trabalho que favoreça o beneficiário.

## Formas de aquisição e base de cálculo para desconto
A base de cálculo para determinação da parcela a ser descontada do beneficiário será:
- o salário básico ou vencimento, excluídos quaisquer adicionais ou vantagens; e
- o montante percebido no período, para os trabalhadores remunerados por tarefa ou serviço feito ou quando se tratar de remuneração constituída exclusivamente de comissões, percentagens, gratificações, gorjetas ou equivalentes.

A aquisição do vale-transporte deve ser obrigatoriamente feita através dos órgãos emissores de cada cidade ou através de empresas credenciadas. A aquisição dos vales transportes deve ser comprovada mediante apresentação de nota fiscal (quando adquirido de empresas) ou recibo de compra (quando adquirido dos órgãos municipais).